# Frédéric Dieudonné
Frédéric Dieudonné (né le 21 septembre 1969 à Gouvieux) est un auteur, réalisateur, scénariste et dialoguiste français.

## Biographie
Étudiant en hypokhâgne et khâgne classiques au lycée Janson-de-Sailly, à Paris (1986-88), puis titulaire d’une maîtrise de lettres modernes obtenue à la Sorbonne, il fonde à Paris l’association Jules Verne Aventures avec Jean-Christophe Jeauffre en 1991. Consacrée au cinéma, à l’exploration et à la nature, elle est aujourd’hui basée à Paris et à Los Angeles. Frédéric Dieudonné est membre de la Société des explorateurs français depuis 1999.
En 1992, Jean-Christophe Jeauffre et Frédéric Dieudonné créent le Festival Jules Verne, sous le parrainage du commandant Jacques-Yves Cousteau. Puis, ils développent une unité de documentaires d’aventure et d’exploration pour la télévision, notamment France Télévisions et la chaîne Voyage.
Créé en novembre 1992 à l'Institut océanographique de Paris, au cœur du Quartier latin, où il s'est tenu jusqu'en 2002, le Festival Jules Verne a lieu depuis 2004 au Grand Rex, le plus grand cinéma d'Europe (2 750 places), classée monument historique en 1981.
En 1995, Frédéric Dieudonné est engagé comme assistant, iconographe, puis chef de rubrique au mensuel Science & Nature. Dans ce cadre, il a notamment voyagé aux États-Unis, au Brésil, au Portugal, à Malte et en Écosse, en tant que journaliste et photographe. En 1998, il conçoit et lance un nouveau magazine dont il est le rédacteur en chef, L’Autre Voyage, qui propose une façon de voyager plus respectueuse de l’environnement.
De 1999 à 2008, Frédéric Dieudonné coproduit plusieurs films pour la télévision, dont Les Îles du Diable et Buffalo Bill : le rêve indien. Une expédition sur l’Atlantique à bord du trois-mâts Belem donne lieu à une série de documentaires : Le Feu de la mer, Les Pouvoirs du fleuve, Les Baleines de l’Atlantide et Cinq mois sur les mers. Deux livres illustrés sont publiés à la suite de l’expédition. En 2006, il coécrit et réalise le documentaire Explorateurs : du Titanic à la Lune, retraçant les parcours respectifs du cinéaste James Cameron et de l’astronaute Buzz Aldrin. Tous ces films sont maintenant distribués aux États-Unis en DVD et Blu-ray, avec les voix de Charlotte Rampling, Christopher Lee et Ernest Borgnine. 
En 2005, Jean-Christophe Jeauffre et Frédéric Dieudonné créent à Los Angeles la version américaine de Jules Verne Aventures et installent leur bureau, nommé "The Porthole" ("le Hublot"), au cœur de Downtown,. Le lancement du Jules Verne Festival de Los Angeles (octobre 2006 au Shrine Auditorium) a lieu avec George Lucas, Harrison Ford, Jane Goodall et James Cameron comme invités d'honneur, devant 6 300 spectateurs. Depuis, le Jules Verne Festival de Los Angeles a accueilli plus de 10 000 visiteurs par an.
À ce jour, à Paris ou à Los Angeles, Jules Verne Aventures et le Festival Jules Verne ont accueilli et/ou rendu hommage à Buzz Aldrin, William Shatner, Gérard Depardieu, Catherine Deneuve, Tippi Hedren, Louis de Funès, Jean-Pierre Jeunet, Charlotte Rampling, Stan Lee, Johnny Depp, Tony Curtis, Ted Turner, Ernest Borgnine, Roy E. Disney, Mark Hamill, Larry Hagman (J.R. Ewing dans Dallas), le cast de Heroes et de Lost, Blade Runner, Les Oiseaux d’Hitchcock, 2001 : l'Odyssée de l’Espace, La Planète des Singes, Certains l’aiment chaud, La Horde sauvage,, Star Trek, Star Wars, épisode V : L'Empire contre-attaque, Steve McQueen, John Wayne…
En 2013, il est le producteur du long-métrage documentaire Passage to Mars, réalisé par Jean-Christophe Jeauffre, avec le soutien de la NASA et du Mars Institute. Le film sort en salles aux États-Unis le 30 septembre 2016 et bénéficie d'une critique très favorable, notamment dans le New York Times.
En 2014, Frédéric Dieudonné est élu Fellow de l'Explorers Club, fondé à New York en 1904 pour la promotion de l'exploration scientifique par la recherche et l'éducation.
En tant qu’auteur, Frédéric Dieudonné collabore régulièrement depuis 2004 à la maison d'édition Le Cherche midi. Il coordonne et dirige biographies, romans, mémoires et recueils de pensées d’acteurs et de personnalités. 
En 2015, le cherche midi le nomme Directeur de sa collection Humour. La même année, le réalisateur Jean-Pierre Mocky, à la suite du succès public et critique de sa biographie Je vais encore me faire des amis !, l'engage pour dialoguer et coscénariser ses prochains films.

## Directeur éditorial
- 2005 : Louis de Funès : Ne parlez pas trop de moi, les enfants ! de Patrick de Funès et Olivier de Funès (2005, 2013  (ISBN 978-2749103723))
- 2006 : Les Pensées les plus drôles des acteurs présentées par Jean-Claude Brialy  (ISBN 978-2749105123)
- 2006 : Patrick Dewaere, mon fils, la vérité de Mado Maurin  (ISBN 978-2749105314)
- 2007 : Encore ! Pensées et répliques de Jacques Dutronc  (ISBN 978-2749116297)
- 2007 : Rêvons de mots : Carnets inédits de Raymond Devos  (ISBN 2253124834 et 978-2253124832)
- 2008 : Médecin malgré moi de Patrick de Funès  (ISBN 2749112060 et 978-2749112060)
- 2009 : Belmondo de Gilles Durieux  (ISBN 2749106958 et 978-2749106953)
- 2009 : Une autre façon de vivre de Stéphane Audran  (ISBN 2749114314 et 978-2749114316)
- 2012 : Détrompez-vous ! Les idées reçues les plus surprenantes de Thierry Lhermitte  (ISBN 2749116872 et 978-2749116877)
- 2014 : Petites et grandes histoires du cinéma présentées par Bruno Solo  (ISBN 978-2749123271)
- 2015 : Je vais encore me faire des amis ! de Jean-Pierre Mocky  (ISBN 2749130425)
- 2015 : Le Best-of d'Anne Roumanoff  (ISBN 978-2749143620)
- 2015 : L'Almanach de Coluche  (ISBN 978-2749148885)
- 2016 : Allô, la police ? 100 % drôle ! 100 % vrai ! de Matthieu Kondryszyn  (ISBN 2749149932)
- 2016 : Bombay mon amour de Charlotte Valandrey  (ISBN 9782749148601)
- 2016 : Mocky soit qui mal y pense de Jean-Pierre Mocky  (ISBN 2749149215)
- 2017 : Le Cri du corps mourant de Marcel Audiard  (ISBN 9782749154145)
- 2017 : À la folie de Clémentine Célarié  (ISBN 2749150604)
- 2017 : Le Dictionnaire de Coluche  (ISBN 978-2749156521)
- 2018 : Le Cri du mort courant de Marcel Audiard  (ISBN 9782749157986)
- 2018 : Délires d'Amanda Lear  (ISBN 9782749150437)
- 2021 : Vous n'y couperez pas de La Bajon  (ISBN 9782749168555)

## Filmographie

### En tant que dialoguiste

#### Longs-métrages
- 2016 : Le Cabanon rose de Jean-Pierre Mocky
- 2016 : Rouges étaient les lilas de Jean-Pierre Mocky
- 2017 : Vénéneuses de Jean-Pierre Mocky
- 2017 : Votez pour moi de Jean-Pierre Mocky

### En tant que coscénariste

#### Longs-métrages
- 2016 : Rouges étaient les lilas de Jean-Pierre Mocky

### En tant qu'adaptateur et dialoguiste

#### Courts-métrages
Myster Mocky présente (saison 4) : la saison 4 a été tournée en 2018-2019. Elle est en attente de diffusion par France 21,2. En 2020, le groupe ESC Éditions et Distribution assure la commercialisation en DVD de l'intégralité de la collection Myster Mocky présente, saisons 1 à 4.

#### Un vrai massacre
- Date de sortie : 2 septembre 2020
- Distribution :
  - Virginie Ledoyen
  - Robinson Stévenin
  - Nicolas Briançon

#### Modus operandi
- Date de sortie : 2 septembre 2020
- Distribution :
  - Antoine Duléry
  - Catherine Hosmalin
  - Alain Bouzigues

#### Une retraite paisible
- Date de sortie : 2 septembre 2020
- Distribution :
  - Bernard Ménez
  - Agnès Soral

#### Échec aux dames
- Date de sortie : 2 septembre 2020
- Distribution :
  - Jean-Marie Bigard
  - Jean Dell

#### L'Ultime Solution
- Date de sortie : 2 septembre 2020
- Distribution :
  - Daniel Russo
  - Philippe Ambrosini
  - Dominique Daguier

#### Surexposé
- Date de sortie : 2 septembre 2020
- Distribution :
  - Lionnel Astier
  - Vincent Deniard

#### Un décès dans la famille
- Date de sortie : 2 septembre 2020
- Distribution :
  - Michel Boujenah
  - Grace de Capitani

### En tant que réalisateur

#### Documentaires
- 2006 : Explorateurs : du Titanic à la Lune

### En tant que producteur

#### Documentaires
- 2000 : Les Îles du Diable de Jean-Christophe Jeauffre
- 2001 : Buffalo Bill : le rêve indien de Jean-Christophe Jeauffre
- 2003 : Le Feu de la mer de Jean-Christophe Jeauffre
- 2003 : Les Pouvoirs du fleuve de Jean-Christophe Jeauffre
- 2003 : Les Baleines de l’Atlantide de Jean-Christophe Jeauffre
- 2003 : Cinq mois sur les mers de Jean-Christophe Jeauffre
- 2016 : Passage to Mars de Jean-Christophe Jeauffre